# Lisiatycze (Ukraina)
Lisiatycze (hist. pol. Łysiatycze; ukr. Лисятичі) – wieś na Ukrainie, w rejonie stryjskim obwodu lwowskiego. Wieś liczy 1500 mieszkańców.

## Historia
Wieś królewska Łysiatycze położona na przełomie XVI i XVII wieku w powiecie stryjskim ziemi przemyskiej województwa ruskiego, w drugiej połowie XVII wieku należała do kasztelana sanockiego Zygmunta Fredry i Zofii Wasicińskiej. Pod koniec XIX w. w południowej część wsi w powiecie stryjskim znajdowały się Łęgi Lisiatyckie.
W Lisiatyczach zostało osiedlonych ponad 100 rodzin pochodzących z Mazur; we wsi wybudowano kaplicę gotycką, którą ufundował miejscowy ziemianin i marszałek powiatowy Adam Onyszkiewicz.
Za II Rzeczypospolitej do 1934 samodzielna gmina jednostkowa. Następnie należała do zbiorowej wiejskiej gminy Uhersko w powiecie stryjskim w woj. stanisławowskiem. Po wojnie wieś weszła w struktury administracyjne Związku Radzieckiego.
Urodził się tu Mikołaj Szysz (ur. 1893, zm. 13 czerwca 1915 pod Rokitną) – ułan Legionów Polskich, kawaler Orderu Virtuti Militari.

## Zabytki
- zamek[8]